# Mouvement pour la démocratie et le développement (République centrafricaine)
Le Mouvement pour la démocratie et le développement (MDD) est un parti politique centrafricain fondé en 1991, par l’ancien Président de la République centrafricaine, David Dacko.

## Histoire
Lors des élections présidentielles centrafricaines de 1993, David Dacko, soutenu par son parti le MDD, obtient 20,49 % des voix. Puis 11,15 % aux élections présidentielles de 1999. Le Parti détient six sièges à l’Assemblée nationale en 1993. Lors des élections législatives de 1998, il est le 3e parti politique avec 8 députés.
De 2003 à juin 2005, le MDD est représenté aux différents gouvernements par Bruno Dacko, ministre chargé du développement du tourisme et de l’artisanat. 
En juillet 2014, le mouvement s’inscrit dans la démarche du Groupe des Partis politiques Républicains Travaillistes et Légalistes (GPPRTL), en vue de participer aux pourparlers de Brazzaville. Ce groupement politique rassemble les partis KNK, Mouvance Zo Kwé Zo, FND, CSDC, MDD et PDCA.

## Dirigeants
- Louis Papéniah, président du parti ;
- Rufin Brice Molomadon, ancien président, successeur de David Dacko, il est élu lors du 1er congrès du mouvement en 2004[2] ;
- David Dacko, Président fondateur du parti.